# Nationale Vrouwenraad
De Belgische Nationale Vrouwenraad, niet te verwarren met de Nederlandse Vrouwen Raad, is een koepel van vrouwenverenigingen. 

## Historiek
De raad werd in 1905 opgericht door Marie Popelin. In het begin was de Conseil National des Femmes vooral een aangelegenheid van Brusselse, "burgerlijke", feministische groeperingen. In de jaren 60 groeide deze organisatie uit tot een pluralistische koepel, toen ook de grote socialistische en katholieke vrouwenverenigingen (VIVA-SVV, KAV, KVLV) zich aansloten.
In 1974 kreeg de koepel een Franstalige en een Nederlandstalige afdeling. Deze laatste noemde zich sinds 1992 de Nederlandstalige Nationale Vrouwenraad (NVR) en sinds 1996 Nederlandstalige Vrouwenraad. Deze overkoepelt thans een veertigtal Vlaamse vrouwenverenigingen (of Vlaamse afdelingen van Belgische verenigingen).
Sinds 1995 heeft de Vrouwenraad haar kantoren in Amazone, kruispunt gendergelijkheid.

## Structuur

### Voorzitsters
| Tijdspanne   | Voorzitster           |
| ------------ | --------------------- |
| 1972 - 1979  | Lily Boeykens         |
| 1979 - 1982  | Violette Vansteelandt |
| 1982 - 1992  | Lily Boeykens         |
| 1992 - 1999  | Mieke van Haegendoren |
| 1999 - 2008  | Francy Van der Wildt  |
| 2008 - 2012  | Katlijn Malfliet      |
| 2012 - 2020  | Magda De Meyer        |
| 2020 - heden | Meron Knikman         |

### Aangesloten organisaties[2]
- 11.11.11-gendergroep
- ABVV-vrouwen
- ACLI
- Vrouw&Vakbond (ACLVB-vrouwen)
- ACV-genderwerking
- AIF+
- ASGB-vrouwenwerking
- Open Deur
- Zijn
- BWP-Belgium
- Çavaria
- Vrouw & Maatschappij
- Dar Al Amal

- Federatie Wereldvrouwen
- Femma
- Forum van Vlaamse Vrouwen
- Groen-genderwerking
- HVV-vrijzinnige Vrouwen
- KVLV-Vrouwen met Vaart
- Liga Joodse Vrouwen België
- Mamas for Africa
- Markant
- Medical Women's Association
- Moeders voor Vrede
- N-VA-vrouwenwerking
- Open Vld-vrouwen

- Rebelle
- RoSa
- RVDAGE-Vlaanderen
- Sophia
- Soroptimist-België
- UVV
- VESTA
- Vrouw & Vrijheid
- Vvvuur
- WIZO-Belgium
- YWCA-Belgium
- zij-kant
- Zonta International District 27 area 5/6